# Steffan Rhodri
Steffan Rhodri, född 1 mars 1967 i Swansea, är en walesisk skådespelare, mest känd för sina roller som Dave Coaches i Gavin & Stacey och som Reg Cattermole i Harry Potter och dödsrelikerna – Del 1. Han spelar även lord Hobert Hightower i HBO-serien House of the Dragon.